# Arvid Westling
Karl Arvid Westling, född 30 december 1864 i Stenkvista församling, Södermanlands län, död 30 september 1929 i Göteborg, var en svensk skolman. 
Westling blev student vid Uppsala universitet 1884 och filosofie kandidat där 1887. Han blev adjunkt vid högre allmänna läroverket i Örebro 1895, avlade teoretisk teologisk examen 1902 och prästvigdes samma år. Westling blev adjunkt vid folkskoleseminariet i Strängnäs 1905 och i Göteborg 1909. Han blev tillförordnad rektor vid Folkskolesemariet i Göteborg 1906 och befullmäktigad seminarierektor 1918. Westling publicerade skrifterna Grundtvigska friskolor i Danmark (1904), Kristendom och nykterhet (1904) och Linnés ställning till kristendomen (1907). Han var utgivare av tidskriften Skola och samhälle – tidskrift för folkundervisningen från 1920. Westling blev ledamot av Nordstjärneorden 1914. Han var gift två gånger, första gången 1895 med Karolina Andersson (1872–1904), andra gången 1907 med Ebba Broman (1877–1953), som var dotter till Axel Broman. I första äktenskapet blev Westling far till Axel Westling. Han är begraven på Östra kyrkogården i Göteborg tillsammans med andra hustrun.